# 生田万
生田 万（いくた よろず、享和元年（1801年） - 天保8年6月1日（1837年7月3日））は、江戸時代後期の国学者。諱は道満（みちまろ）、のちに国秀、字は救卿、号に東華、大中道人。

## 生涯
享和元年（1801年）、上野国館林藩の藩士の家に生まれる。父信勝は館林藩主松平氏に仕えて大扈従頭を勤め、万は、その長男。
藩校で儒学を学び、文武両道に通じたが、陽明学を奉じるにおよんで師や友に疎まれるようになったといわれる。数え24歳のとき、江戸で平田篤胤に入門して国学を学んだ。とくに深く学んだのは日本の古典と易学であった。碧川好尚（篤胤養子平田銕胤の弟）とならぶ篤胤の二大高弟の一人として平田塾（気吹舎）の塾頭を務め、篤胤に「後をつぐものは国秀」と将来を嘱望された。
万は、生来慷慨の風があり、敬神尊王の志もすこぶる厚く、幕政批判の言動も見え始めたので、篤胤はこれを危ぶんで帰藩を勧めた。文政11年（1828年）、藩主に提出した『岩にむす苔』は土着農耕論というべき藩政改革の書であったが、これにより、藩より追放処分を受けた。天保2年（1831年）、父の死によって帰国を赦免されたが、あえて家督を弟に譲り、上野国太田で私塾厚載館を開いて子弟の教育にあたり、易学の書『古易大象経伝』を著述した。なお、天保4年（1833年）の著作『古学二千文』は平田塾での書道の手本となったが、そこでは、古代を「薄税寛刑」の理想社会として描いている。天保7年（1836年）に越後国柏崎へ移り、桜園塾を開き、国学を講じた。越後では貧民に食糧を与えるなどして人望を集めた。
天保の大飢饉の発生にともない、天保8年（1837年）2月に大坂で大塩平八郎らが「救民」を掲げて武装蜂起した（大塩平八郎の乱）。これに呼応する一揆や武装蜂起が各地で起こった。大塩の乱に影響を受けた生田もまた、飢饉で苦しむ民衆を座視できず、同年6月に数名の同志を集めて「奉天命誅国賊」の旗を掲げて蜂起、米の津出（つだし）を図る桑名藩の陣屋を同志とともに襲撃した（生田万の乱）。平田の門人ながら、蜂起の際には「大塩門人」を称し、大塩党であることを表明した。乱は不成功に終わり、負傷して自刃した。享年37。なお、妻と2人の幼い子供も自害したと伝わる。
著作に『岩にむす苔』『古易大象経伝』『大中道人謾語』『日文伝評論』『大学階梯外篇』『良薬苦口』。撰述に「古学二千文」がある。